# Glipa gracillima
Glipa gracillima es una especie de coleóptero de la familia Mordellidae.

## Distribución geográfica
Habita en  Indonesia.